# 假耳羽双盖蕨
假耳羽双盖蕨（学名：Diplazium okudairai）也称假耳羽短肠蕨，为蹄盖蕨科双盖蕨属下的一个种。